# Sledovatelyat i gorata
Pour plus de détails, voir Fiche technique et Distribution.
Sledovatelyat i gorata (Следователят и гората, littéralement « l'enquêteur et la forêt ») est un film bulgare réalisé par Rangel Valchanov, sorti en 1975.

## Synopsis
Avant un congé, un magistrat confie à son assistant une affaire de meurtre dont les faits sont clairs - le principal suspect, une jeune femme, ne les nie d'ailleurs pas. Néanmoins, intrigué, l'assistant décide de se pencher sérieusement sur l'affaire.

## Fiche technique
- Titre : Sledovatelyat i gorata
- Titre original : Следователят и гората
- Réalisation : Rangel Valchanov
- Scénario : Rangel Valchanov
- Musique : Kiril Donchev
- Photographie : Viktor Chichov
- Société de production : Boyana Film
- Pays :  Bulgarie
- Genre : Drame
- Durée : 102 minutes
- Dates de sortie : 
  -  Bulgarie : 12 décembre 1975

## Distribution
- Lyubomir Bachvarov : l'enquêteur Nikolov
- Sonya Bozhkova : Elena
- Alexander Pritup : Mihaylov
- Georgi Kishkilov : l'enquêteur Naydenov
- Penka Tsitselkova : l'étudiante
- Tzvetana Golanova : S. N. Popova
- Georgi Rusev : Stoyan
- Dimitar Angelov : Prokopiev
- Dimiter Milushev : Bonev
- Emil Dzamdzijew : le jeune homme à la station

## Distinctions
Le film a été présenté en sélection officielle en compétition lors de Berlinale 1976.